# Wereldkampioenschappen boogschieten 2015
De wereldkampioenschappen boogschieten 2015 waren door de Fédération Internationale de Tir à l'Arc (FITA) georganiseerde kampioenschappen voor boogschutters. De 48e editie van de wereldkampioenschappen vond plaats in de Deense hoofdstad Kopenhagen van 26 juli tot en met 2 augustus 2015.

## Medailles

### Recurve
| Onderdeel             | Goud | Goud                                                  | Zilver | Zilver                                            | Brons | Brons                                    |
| --------------------- | ---- | ----------------------------------------------------- | ------ | ------------------------------------------------- | ----- | ---------------------------------------- |
| Mannen (individueel)  | KOR  | Kim Woo-jin                                           | NED    | Rick van der Ven                                  | JPN   | Takaharu Furukawa                        |
| Mannen (team)         | KOR  | Kim Woo-jin Ku Bon-chan Oh Jin-hyek                   | ITA    | Michele Frangilli David Pasqualucci Mauro Nespoli | TPE   | Kuo Cheng-wei Wang Hou-chieh Yu Guan-lin |
| Vrouwen (individueel) | KOR  | Ki Bo-bae                                             | TPE    | Lin Shih-chia                                     | KOR   | Choi Mi-sun                              |
| Vrouwen (team)        | RUS  | Toejana Dasjidorzjiejeva Ksenia Perova Inna Stepanova | IND    | Rimil Buriuly Deepika Kumari Laxmirani Majhi      | KOR   | Choi Mi-sun Kang Chae-young Ki Bo-bae    |
| Gemengd team          | KOR  | Ki Bo-bae Ku Bon-chan                                 | TPE    | Kuo Cheng-wei Lin Shih-chia                       | CHN   | Gu Xuesong Zhu Jueman                    |

### Compound
| Onderdeel             | Goud | Goud                                           | Zilver | Zilver                                            | Brons | Brons                                        |
| --------------------- | ---- | ---------------------------------------------- | ------ | ------------------------------------------------- | ----- | -------------------------------------------- |
| Mannen (individueel)  | DEN  | Stephan Hansen                                 | IND    | Rajat Chauhan                                     | GBR   | Adam Ravenscroft                             |
| Mannen (team)         | IRI  | Esmaeil Ebadi Majid Gheidi Amir Kazempour      | CAN    | Christopher Perkins Kevin Tataryn Dietmar Trillus | DEN   | Martin Damsbo Stephan Hansen Patrick Laursen |
| Vrouwen (individueel) | KOR  | Kim Yun-hee                                    | USA    | Crystal Gauvin                                    | COL   | Sara López                                   |
| Vrouwen (team)        | UKR  | Olena Borysenko Viktoria Djakova Maria Sjkolna | NED    | Evelien Groeneveld Irina Markovic Inge van Caspel | KOR   | Choi Bo-min Kim Yun-hee Seol Dayeong         |
| Gemengd team          | KOR  | Kim Jong-ho Kim Yun-hee                        | FRA    | Dominique Genet Amelie Sancenot                   | RSA   | Sera Cornelius Patrick Roux                  |

### Medaillespiegel
| Plaats | Land                | Goud | Zilver | Brons | Totaal |
| 1      | Zuid-Korea          | 6    | 0      | 3     | 9      |
| 2      | Denemarken          | 1    | 0      | 1     | 2      |
| 3      | Iran                | 1    | 0      | 0     | 1      |
| 3      | Oekraïne            | 1    | 0      | 0     | 1      |
| 3      | Rusland             | 1    | 0      | 0     | 1      |
| 6      | Chinees Taipei      | 0    | 2      | 1     | 3      |
| 7      | India               | 0    | 2      | 0     | 2      |
| 7      | Nederland           | 0    | 2      | 0     | 2      |
| 9      | Canada              | 0    | 1      | 0     | 1      |
| 9      | Frankrijk           | 0    | 1      | 0     | 1      |
| 9      | Italië              | 0    | 1      | 0     | 1      |
| 9      | Verenigde Staten    | 0    | 1      | 0     | 1      |
| 13     | China               | 0    | 0      | 1     | 1      |
| 13     | Colombia            | 0    | 0      | 1     | 1      |
| 13     | Japan               | 0    | 0      | 1     | 1      |
| 13     | Verenigd Koninkrijk | 0    | 0      | 1     | 1      |
| 13     | Zuid-Afrika         | 0    | 0      | 1     | 1      |
| Totaal | Totaal              | 10   | 10     | 10    | 30     |